# Gideon Bodden

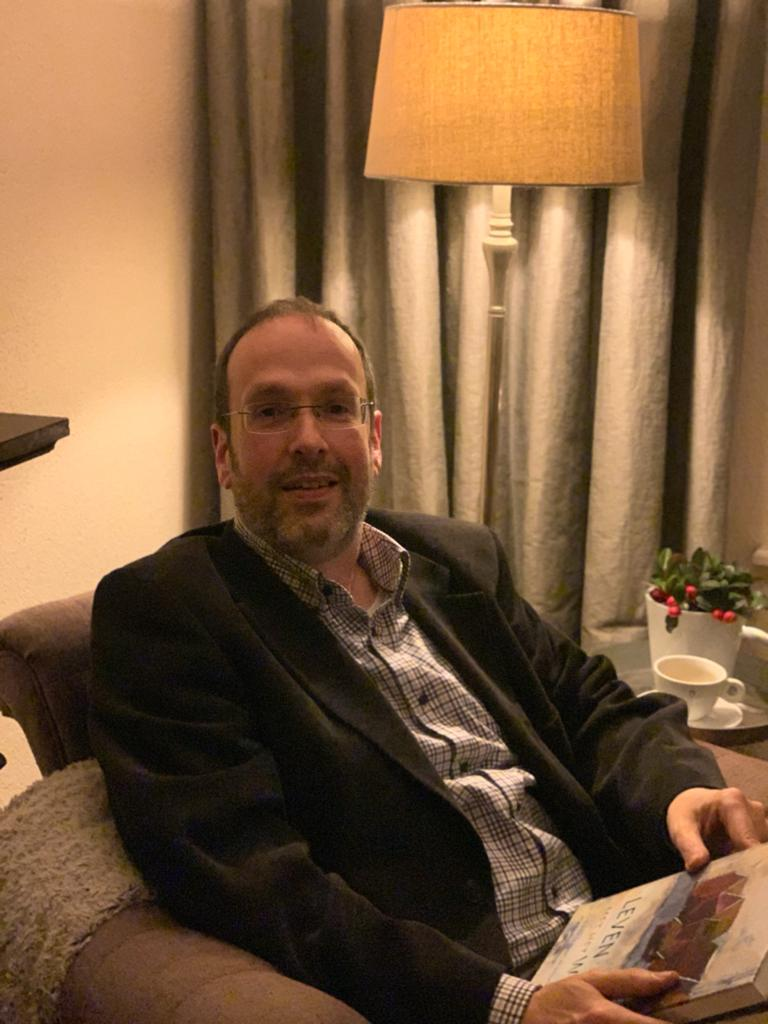
Gideon Bodden, 2020

Gideon Bodden (Hilvarenbeek, 1971) is een Nederlands beiaardier.
Op twaalfjarige leeftijd begint Gideon Bodden met zijn opleiding tot klokkenist aan de muziekschool in Hilvarenbeek. Daarna vervolgt hij zijn opleiding aan de beiaardscholen in Mechelen en Amersfoort. In 1993 wordt hij na een vergelijkend proefspel aangesteld als stadsbeiaardier in Amsterdam. Hij is sindsdien de vaste bespeler van het carillon op de Munttoren en samen met Boudewijn Zwart sinds 2005 van de Oudekerks- of St. Nicolaastoren en tevens speelt hij sinds 2011 samen met Boudewijn Zwart wekelijks op de Zuider- of Janstoren te Amsterdam, sinds 1998 het carillon van Hilvarenbeek en sinds 2008 is hij, ook samen met Boudewijn Zwart, stadsbeiaardier van het Stadhuis van Schoonhoven. Sinds 1994 bespeelde hij het carillon op de St.-Michaëlstoren in Oudewater jammergenoeg werd hij daar wegbezuinigd. Sinds 2023 bespeelt Gideon ook het carillon van Haastrecht.

## Concoursen
Bodden won onder anderen de volgende concoursen:
- 1992: het concours in het Olympisch Stadion te München
- 1993: het Koningin Fabiola concours te Mechelen
- 1994: het Internationale Carillonconcours voor quatre-mains spelers te Douai

Gideon Bodden heeft bewezen dat hij goed kan spelen, maar hij is ontevreden over de vaak gebrekkige inrichting van beiaarden en over het gebrek aan deskundigheid waarmee de klank en de stemming van klokken wordt beoordeeld. Hij besluit zich meer op de campanologie, de leer en de kennis van de klokkenspelen, te richten en start een eigen bedrijf Het Molenpad Expertise. Deze instelling houdt zich bezig met onderzoek, restauratie, bouw en onderhoud van uur- en speelwerken. Hij geeft veel lezingen en cursussen over onderwerpen binnen de campanologie. Gideon Bodden doceert campanologie aan de Nederlandse Beiaardschool in Amersfoort.
Als campanoloog stemde hij de nieuwe beiaard van de Grote Kerk (De Rijp) in Noord-Holland.  De klokken werden gegoten in Klokken- en Kunstgieterij Reiderland te Beerta en Finsterwolde.

## Reizen
Bodden maakte onder meer tien concerttournees door de Verenigde Staten en gaf 120 concerten in Japan.